# فرجينيا مكلنبورغ
فرجينيا مكلنبورغ (بالإنجليزية: Virginia Mecklenburg)‏ هي أمينة الأرشيف أمريكية، ولدت في 11 نوفمبر 1946.